# Heliport de Downtown Manhattan

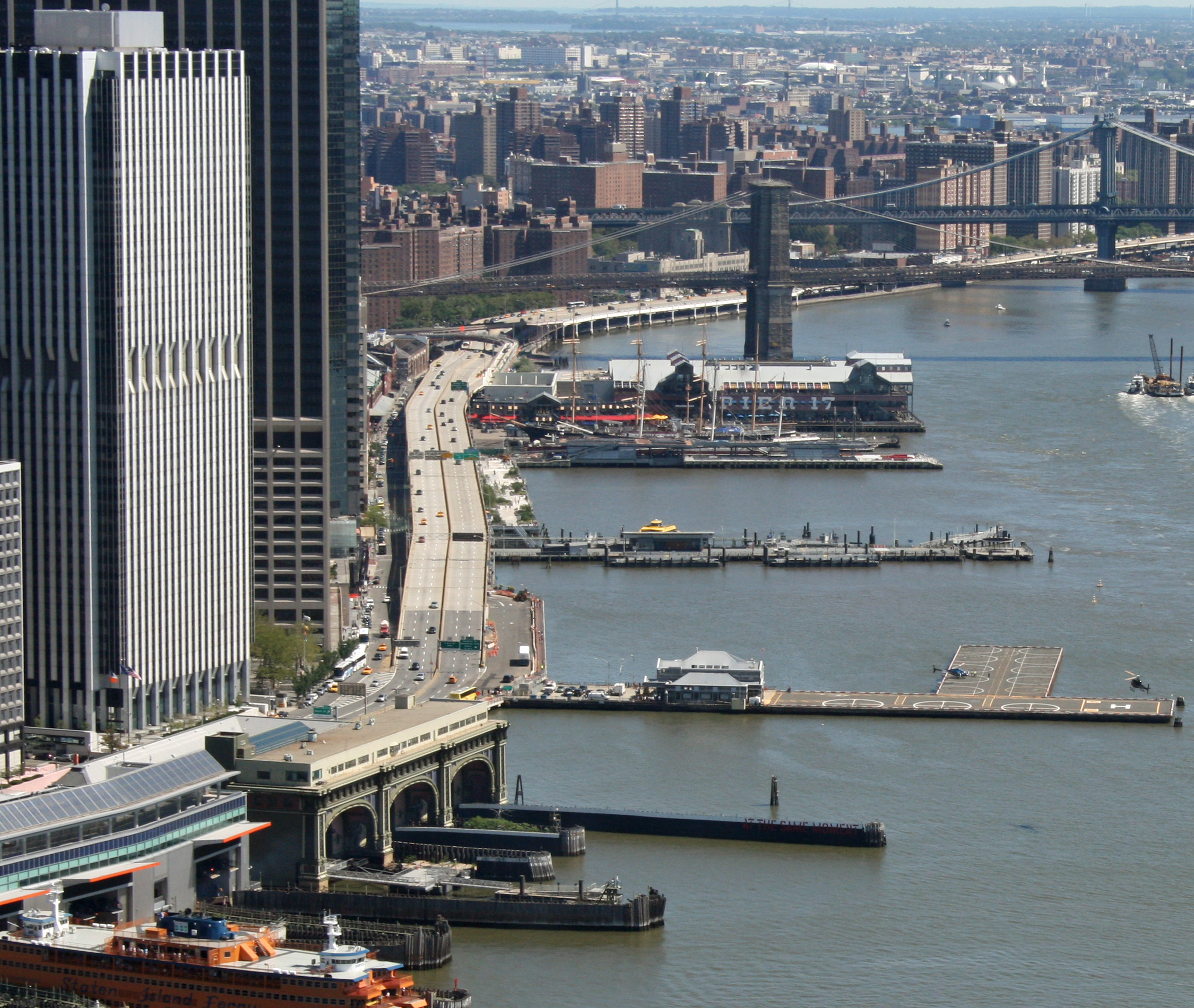
t Helipuerto del Bajo Manhattan en el Muelle 6 del East River

L'heliport del Downtown Manhattan és una plataforma d'aterratge per a helicòpters en el Moll 6 en el East River en el Lower Manhattan, Nova York, Nova York.

## Història
L'heliport de Downtown Manhattan es va inaugurar el 8 de desembre de 1960, complementant l'heliport de West 30th Street que s'havia inaugurat en 1956.   En les dècades de 1960 i 1970, els helicòpters de Nova York Airways van volar des de l'heliport a l'Aeroport Internacional Newark Liberty (EWR), a l'Aeroport LaGuardia (LGA) i a l'Aeroport Internacional John F. Kennedy (JFK). El 2006, US Helicopter va reprendre el servei regular de passatgers amb vols cada hora a l'aeroport JFK fins a novembre de 2009, quan va cessar tot servei.
Avui en dia, gran part del trànsit de l'heliport és generat per Wall Street i el districte financer del Downtown Manhattan; els principals executius d'empreses i els lliuraments de documents urgents solen utilitzar l'heliport.
L'heliport és el lloc d'aterratge habitual del President dels Estats Units en les seves visites a Nova York. També és el punt de sortida de la majoria de tours en helicòpter a Nova York.

## Instal·lacions
L'heliport cobreix 0.81 ha a una elevació de 2.1 m. Té una helisuperficie, H1, 19 x 19 m de ciment. L'any que va acabar el 30 de desembre de 2003, l'aeroport va registrar 10,002 operacions aèries, una mitjana de 27 per dia: 90% aviació general i 10% militar.
La Corporació de Desenvolupament Econòmic de la Ciutat de Nova York estima que l'any 2014 es van realitzar més de 56.000 vols turístics en helicòpter des de l'heliport de Downtown Manhattan. Això exclou els helicòpters utilitzats per la policia i els hospitals, així com els vols xàrter privats per negocis o oci. En 2014, els vols no turístics van representar 1.936 dels 58.021 vols des de l'heliport del centre de la ciutat, només el 3 % del total.